# Вербки-Осокоровка
Вербки-Осокоровка (укр. Вербки-Осокорівка; до 2016 года — Петровское, укр. Петрівське) — село в 
Новоалександровском сельском совете Синельниковского района Днепропетровской области Украины.
Код КОАТУУ — 1224886008. Население по переписи 2001 года составляло 62 человека.

## Географическое положение
Село Вербки-Осокоровка находится на левом берегу реки Осокоровка, выше по течению на расстоянии в 2,5 км расположено село Панасовка, ниже по течению на расстоянии в 0,5 км расположено село Павловка. Река в этом месте пересыхает, на ней сделана запруда.